# Tall Dirra
Tall Dirra (arab. تل درة) – miejscowość w Syrii, w muhafazie Hama. W 2004 roku liczyła 5986 mieszkańców.